# Talsperre Tha Thung Na
Die Talsperre Tha Thung Na ist eine Talsperre mit Wasserkraftwerk im Landkreis Mueang Kanchanaburi, Provinz Kanchanaburi, Thailand. Sie staut den Khwae Yai zu einem Stausee auf.
Die Talsperre dient der Stromerzeugung. Mit dem Bau wurde im Dezember 1977 begonnen; sie wurde im April 1978 eingeweiht. Das Kraftwerk ging 1981 in Betrieb. Die Talsperre ist im Besitz der Electricity Generating Authority of Thailand (EGAT) und wird auch von EGAT betrieben.

## Absperrbauwerk
Das Absperrbauwerk ist ein Steinschüttdamm mit einer Höhe von 30 m. Die Länge der Dammkrone beträgt 840 m; ihre Breite liegt bei 8 m. Die Wehranlage mit den fünf Wehrfeldern und das Maschinenhaus befinden sich auf der linken Flussseite.

## Stausee
Beim maximalen Stauziel von 59,7 m fasst der Stausee rund 55 Mio. m³ Wasser. Der Stausee dient darüber hinaus als Unterbecken für das Pumpspeicherkraftwerk Si Nakharin.

## Kraftwerk
Die installierte Leistung des Kraftwerks beträgt mit zwei Turbinen 38 MW. Die Jahreserzeugung liegt bei 140 Mio. kWh.